# گوریل (فیلم ۱۹۲۷)
گوریل (انگلیسی: The Gorilla) فیلمی در ژانر مرموز و کمدی ترسناک به کارگردانی آلفرد سانتل است که در سال ۱۹۲۷ منتشر شد. از بازیگران آن می‌توان به چارلز موری، آلیس دی، تالی مارشال، والتر پیجن، بروکس بندیکت و اگی هرینگ اشاره کرد.